# زلزال غنروكو 1703
زلزال غنروكو 1703 هو زلزالٌ وقعَ في إيدو في اليابان بتاريخ 31 ديسمبر 1703.